# Erythrocebus patas
L'eritrocebo (Erythrocebus patas, Schreber, 1775) è un primate della famiglia Cercopithecidae. È l'unica specie del genere Erythrocebus.

## Descrizione

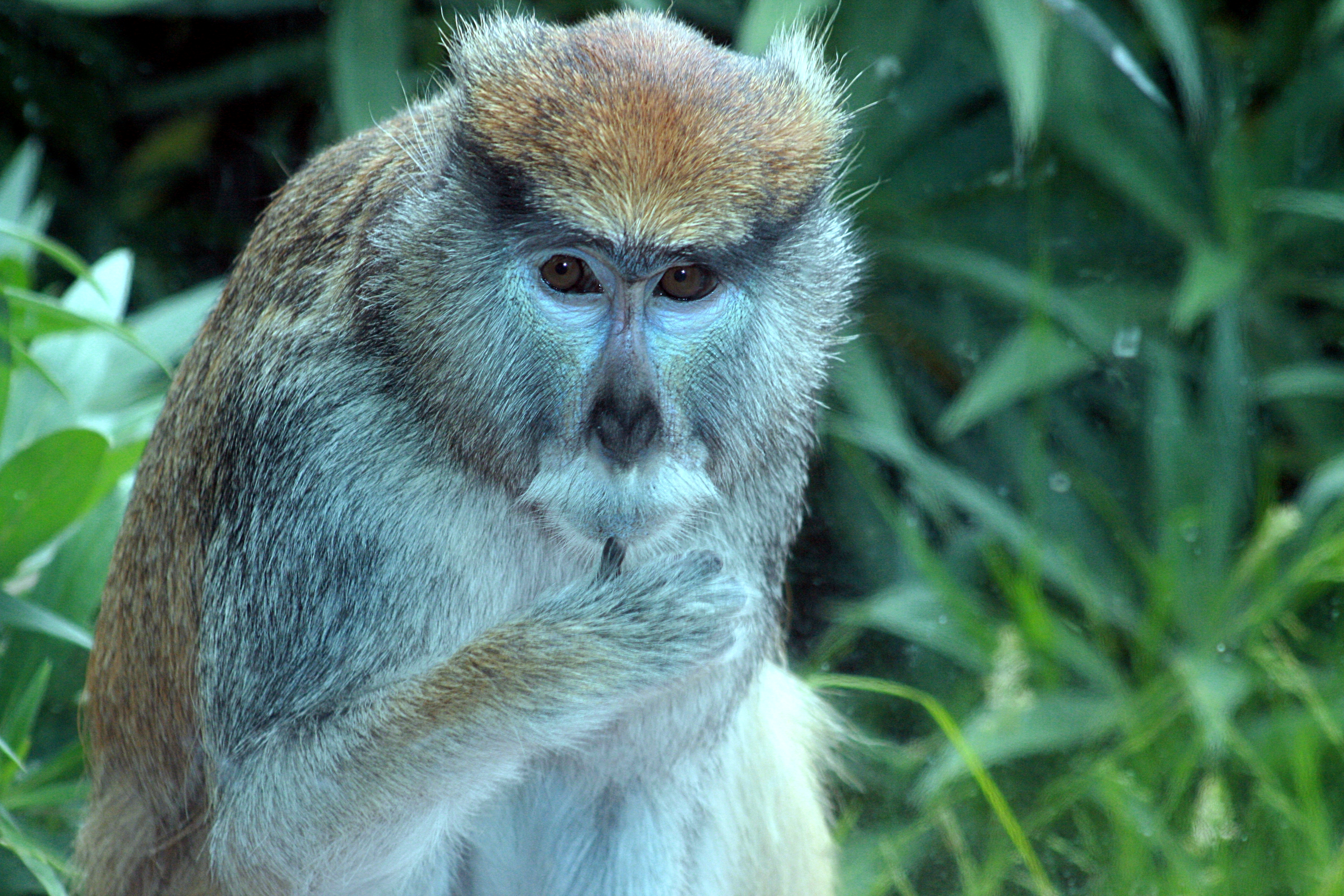

Presenta un notevole dimorfismo sessuale. La lunghezza del corpo è tra i 60 e gli 87 cm nel maschio, mentre nella femmina  il valor medio è 49 cm. Il peso medio è 12,4 kg per il maschio e 6,5 kg per la femmina.

Sul dorso il mantello è rosso-bruno, sul lato ventrale bianco-grigio. La faccia è caratterizzata dal contrasto tra la fronte e il naso neri e una zona bianca intorno alla bocca.

## Biologia

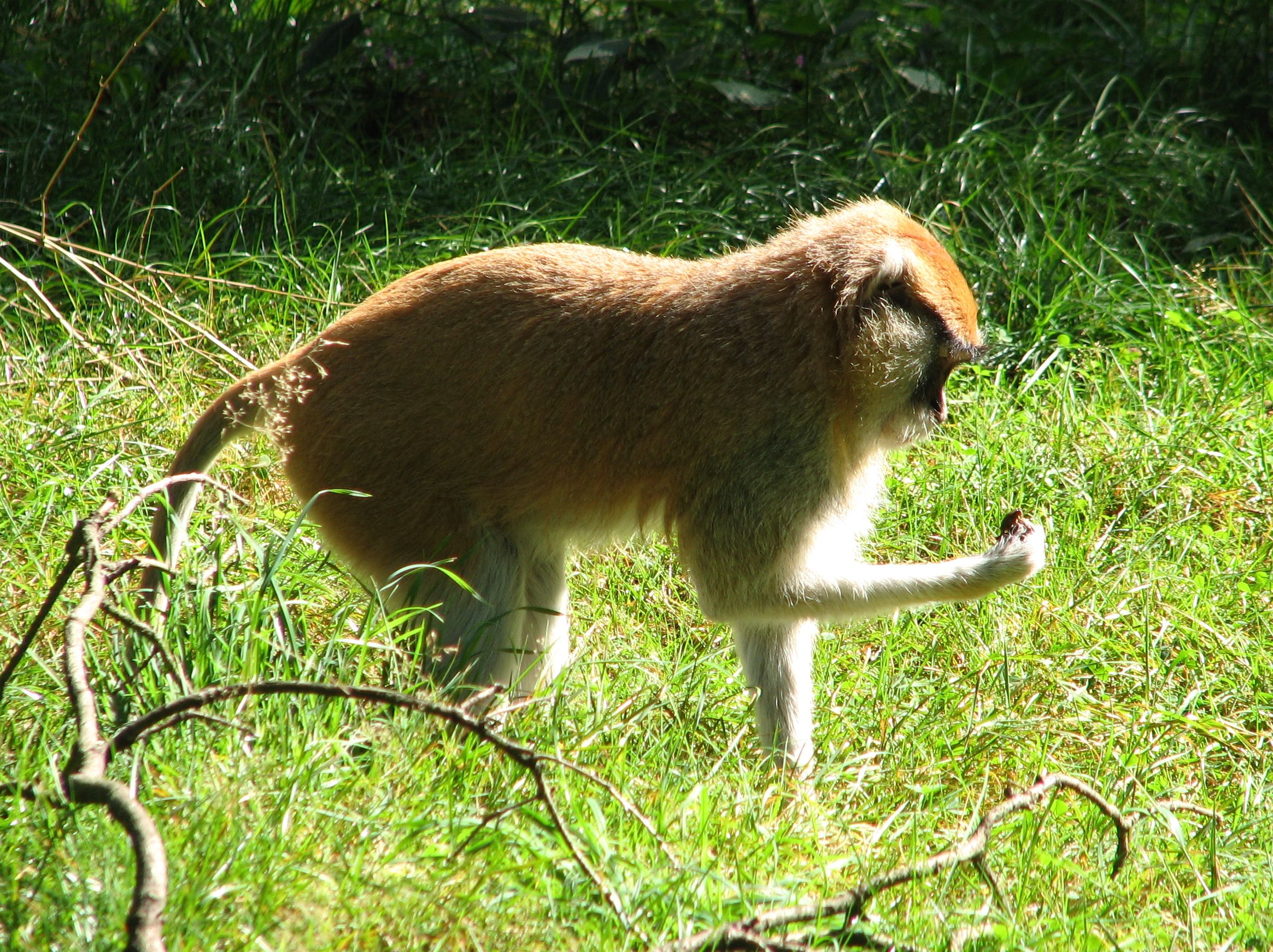

È un animale diurno e generalmente va alla ricerca del cibo sul suolo. Può correre con una velocità insolita per un primate, che può raggiungere i 55 km/h. L'andatura è normalmente quadrupede, ma in particolari occasioni può divenire bipede.
L'eritrocebo è onnivoro, ma nella sua dieta gli insetti hanno una notevole importanza.
La maturità sessuale è raggiunta a 3 anni dalle femmine e a 4-5 anni dai maschi. Usualmente costituiscono gruppi formati da un maschio e diverse femmine, ma sono stati osservati anche gruppi promiscui con più maschi. Il periodo di gravidanza è stato stimato in 170 giorni e usualmente nasce un solo piccolo. La longevità osservata in cattività può raggiungere 24 anni.

## Distribuzione e habitat
Gli habitat variano da zone semidesertiche alla savana, alla foresta, ma l'eritrocebo preferisce gli spazi aperti e si inoltra in zone a vegetazione ricca solo in vicinanza di aree scoperte.
L'areale è costituito da una larga fascia dell'Africa centrale limitata a nord dal Sahara e a sud dalle foreste equatoriali: essa si estende a ovest fino al Senegal. Il limite orientale non è conosciuto con certezza, ma sembra che la specie sia stata osservata anche in Somalia.

## Conservazione
La IUCN considera questa specie «a minimo rischio».